# Domitia basilewskyi
Domitia basilewskyi là một loài bọ cánh cứng trong họ Cerambycidae.